# Mimmo Castellano
Mimmo Castellano (Gioia del Colle, 24 settembre 1932 – Milano, 29 luglio 2015) è stato un designer e fotografo italiano, uno dei principali grafici negli anni '60 e '70.

## Biografia
Mimmo Castellano aveva iniziato l'attività di grafico e fotografo nel 1951, curando l'immagine della casa editrice Laterza e realizzando la "Maschera di Farinella". Quindi si è trasferito nel 1951 a Milano, collaborando nell'editoria con Carlo Ludovico Ragghianti, Umberto Eco e Leonardo Sinisgalli. Nel 1964 ha realizzato per l'Eni una inchiesta foto/etnologica sul paesaggio, le abitazioni e i riti popolari della Lucania. 
È stato per anni consulente di Rai, Italsider, INA Assicurazioni, CEE, Montedison, CONI, Alitalia e le case editrici Vallecchi, Feltrinelli ed Einaudi.
Ha insegnato "progettazione grafica" nei primi anni Settanta all'Accademia di belle arti di Bari. Nel 1981 è stato docente di "immagine coordinata e segnaletica" all'ISIA di Urbino e, dal 1985 al 1994, all'Istituto Europeo di Design di Milano, Torino e Cagliari.
Castellano è stato autore di diversi libri fotografici, tra cui si segnalano La valle dei trulli, con testi di Leonardo Sinisgalli e Giuseppe Cocchiara (Bari, Leonardo da Vinci, 1959), e Noi vivi, con presentazione di Umberto Eco (Bari, Dedalo 1967).

## Opere
- Padiglione Rai alla Fiera del Levante, con Achille Castiglioni, 1956
- Immagine grafica per il CONI, 1970
- Immagine grafica per le Isole Eolie, 1976
- Immagine grafica per la Datamount, 1984
- Padiglione IBM allo SMAU di Milano, 1986
- Tourist Book per l'Azienda di soggiorno e turismo di Bari, 1988